# زیردریایی کلاس ترافالگار
زیردریایی کلاس ترافالگار (به انگلیسی: Trafalgar-class submarine) یک کلاس از زیردریایی است که طول آن ۸۵٫۴ متر (۲۸۰ فوت) می‌باشد.